# Pilão Cão (São Miguel)
Pilão Cão es una localidad caboverdiana del municipio de São Miguel.

## Geografía
La localidad está situada en la isla Santiago.

## Organización territorial
La localidad abarca los lugares y barrios de:
- Achada Bacio
- Bacio
- Canto de Ladeira
- Carreira
- Chã Cardoso
- Chã de Banana
- Chã de Figueira
- Chã de Pereira
- Chã de Talho
- Chã de Torril
- Covão Montinho
- Covão Pereira
- Cutelo de Tinta
- Cutelo Janeane
- Esquerdo
- Lapa Simão
- Lém Lopes
- Mato Garça
- Montinho
- Nona Branco
- Pilão Cão Riba
- Pizarra
- Redondeira
- Rochinha
- São Domingos
- Talho
- Tambarino
- Tossa